# Casa Carbonell
La Casa Carbonell es un edificio situado en la Explanada de España números 1 y 2 de la ciudad española de Alicante. Es una construcción residencial que data de 1925, obra del arquitecto alicantino Juan Vidal Ramos. Ubicada frente a la Casa Lamaignere, obra proyectada en 1918 por el mismo arquitecto y que es su antecedente más inmediato. Presenta elementos arquitectónicos historicistas y del modernismo valenciano.

## Descripción

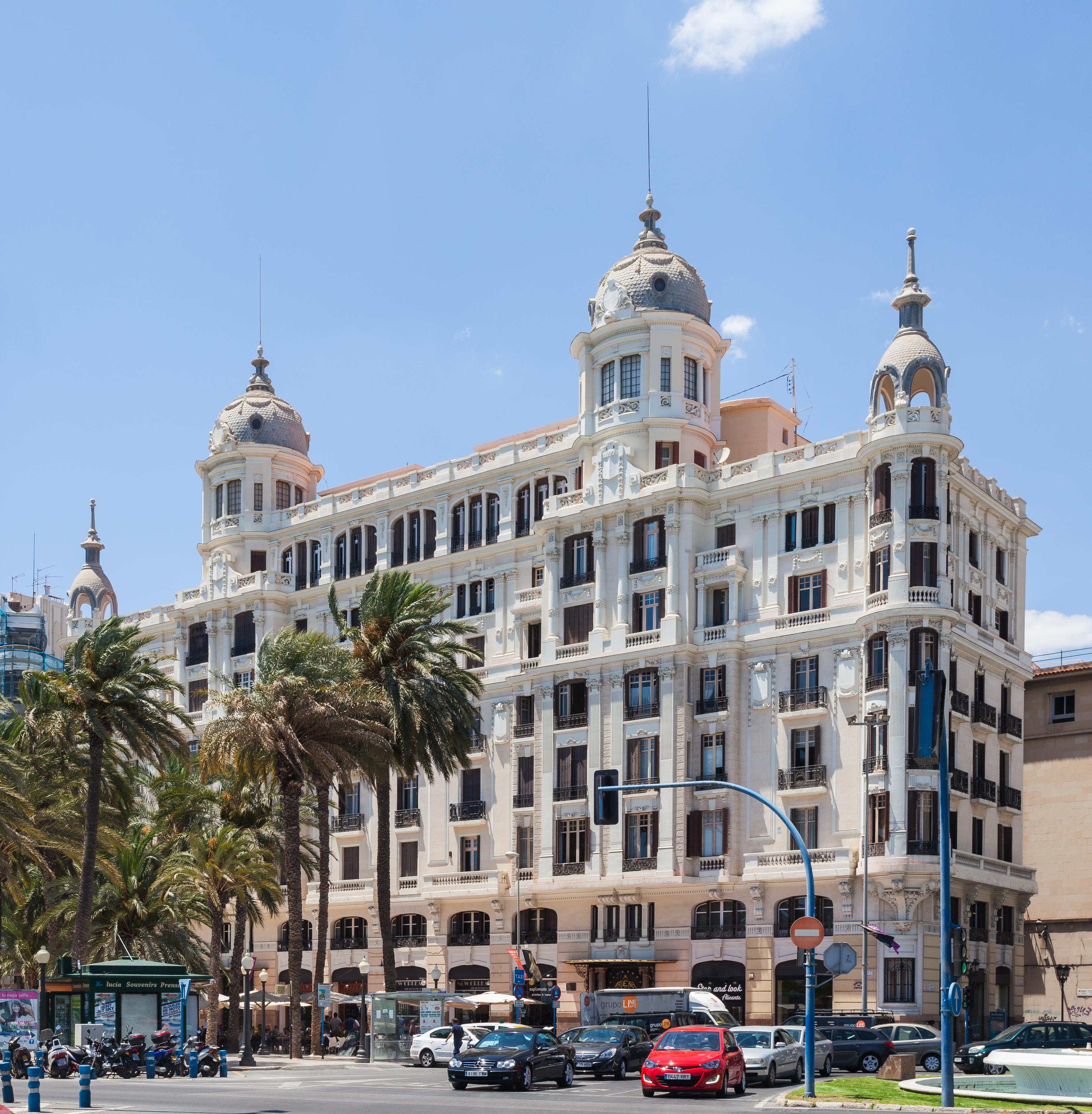
Vista angular

Situado en el Paseo de la Explanada de Alicante, este emblemático edificio de la ciudad cuenta con más de cien años de historia. En la actualidad se destina a locales comerciales y oficinas en la planta baja y entresuelo, y viviendas de alquiler en el resto. Las distribuciones se organizan en torno a los patios de luces y los núcleos de escalera adosados, existiendo un núcleo principal y otro secundario para el acceso independiente al área de servicio. Alrededor de los patios de ventilación, se localizan los pasillos de distribución, y en todo el perímetro exterior el resto de las estancias.
En cada planta hay cuatro viviendas con un amplio programa cada una consistente en: comedor, gabinete, sala, tres dormitorios, dormitorio para el servicio, cocina, aseo, servicio, recibimiento y vestíbulo. El área de servicio ocupa la fachada trasera preferentemente, y las estancias principales, la fachada a la Explanada. Además, la sala y el comedor se significan formalmente al exterior con sendos miradores. El edificio en sesión muestra 6 pisos de viviendas, el último de los cuales en el ático y con torreones, y locales en bajos y entresuelo.

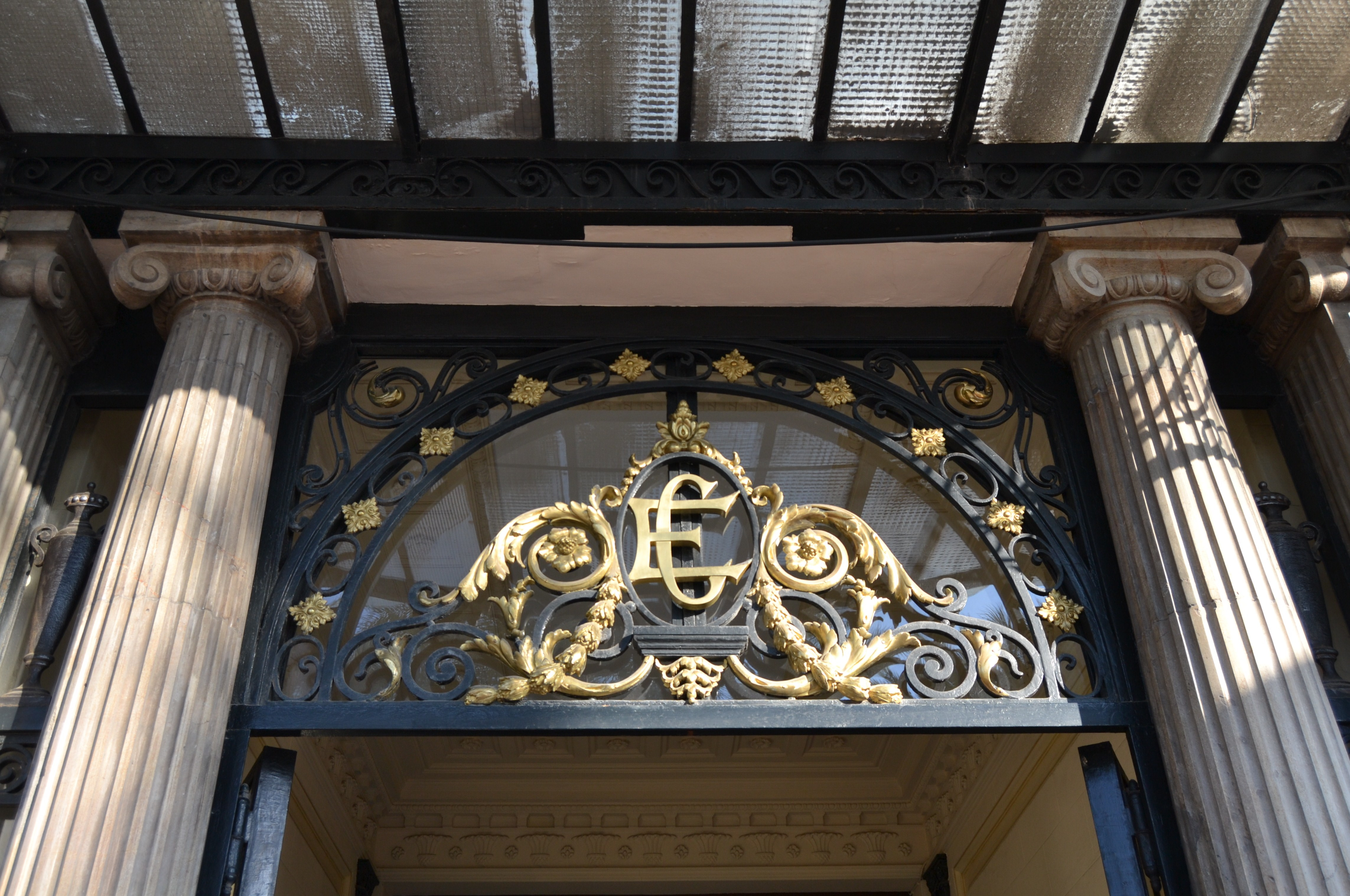
Detalle de la entrada a la casa Carbonell

La composición de la fachada se ajusta a las convenciones académicas; con distinción tripartita de las partes, simetría, jerarquía, etc. La ornamentación al gusto francés resulta recargada de elementos clásicos.
En su construcción se utilizaron materiales nobles, como mármoles para los zaguanes, piedra arenisca para el zócalo, hierro y cristal para marquesinas y cerrajerías y pizarra simulada para la cubierta.

## Historia
Construido a principios del siglo XX con una arquitectura y diseño con aires de la época Historia de Francia se tardo 5 años en construir y a día de hoy sigue siendo uno de los reclamos turísticos de Alicante. El encargo de su construcción se debe al empresario textil alcoyano Enrique Carbonell, enriquecido durante la Primera Guerra Mundial y que aspiraba a disfrutar prolongadas estancias en la ciudad. Fue construido, tras la introducción de cambios respecto al proyecto original en los remates y los pisos altos, sobre los terrenos que ocupó el mercado de la ciudad en el siglo XIX.
El año de su inauguración, un hidroavión procedente de Argel colisionó contra una terraza en la cúpula del edificio, falleciendo los dos tripulantes y provocando la caída del remate de una cúpula.